# Gaskiers-Eiszeit
Die Gaskiers-Eiszeit war ein Eiszeitalter des Ediacariums vor ca. 584 bis 582 Millionen Jahren (nach neueren Ergebnissen aber bereits vor ca. 579 Millionen Jahren). Sie war das letzte und zugleich das kürzeste von mindestens drei größeren Eiszeitaltern in der Ära des Neoproterozoikums. Aufgrund ihrer Kürze von nur 1 bis 2 Millionen Jahren (bzw. nur ca. 340 Tausend Jahren) wird angenommen, dass sie, im Gegensatz zur Sturtischen Eiszeit und Marinoischen Eiszeit, nicht zu einer globalen Vereisung („Schneeball Erde“) führte. Dennoch hatte auch die Gaskiers-Eiszeit eine große Bedeutung auf die Entwicklung des Lebens auf der Erde. Sie führte zum verbreiteten Aussterben der ersten vielzelligen tierischen Lebewesen, den Acritarchen. Nach dem Ende der Gaskiers-Eiszeit stieg der Sauerstoffspiegel der Meere signifikant an. Dieser Anstieg wird als Voraussetzung für das Auftreten erster komplexer Eukaryoten und der Entwicklung der Ediacara-Fauna angesehen. Die ersten Makrofossilien der Ediacara-Fauna, die Fossilien von Charnia, werden auf wenige Millionen Jahre nach der Gaskiers-Eiszeit datiert bzw. auf weniger als 9,5 Millionen Jahre nach der Gaskiers-Eiszeit.
Namensgebend für die Gaskiers-Eiszeit war die Gaskiers-Formation bei Gaskiers in Neufundland (Kanada), welche reich an eiszeitlichen Gesteinen aus dieser Zeit ist. Weitere Hinweise auf dieses Eiszeitalter fand man in Nordeuropa, China, Australien und Südamerika.